# Michelle Nicolini
Michelle Nicolini, née le  5 janvier 1982 à Itu, est une pratiquante de jiu-jitsu brésilien et de MMA brésilienne. Elle vit aujourd'hui à Sao Paulo.
Avec notamment 8 titres de championne du monde de jiu-jitsu brésilien et 4 médailles (une médaille d'or, deux médailles d'argent et une médaille de bronze) de l'ADCC, elle est la deuxième championne de jiu-jitsu brésilien la plus titrée au monde, derrière Beatriz Mesquita,,.

## MMA
Michelle Nicolini s'est entraînée dans le club Flyweight et joue aujourd'hui au sein de Evolve MMA.
En 2011, elle commence à  jouer en tant que professionnelle.
Elle fait partie de la catégorie pailles (strawweight) et est droitière.

## Jiu-Jitsu
Michelle Nicolini commence à apprendre les arts martiaux à l'âge de 14 ans, notamment la capoeira. A 17 ans, elle se redirige vers le Jiu-Jitsu brésilien (BJJ).

## Matchs
| Evénement                               | Date       | Adversaire         | Méthode    | Rounds | Temps | Résultat |
| --------------------------------------- | ---------- | ------------------ | ---------- | ------ | ----- | -------- |
| One Championship - Empower              | 03/09/2021 | Jingnan Xiong      | Décision   | 5      | 5:00  | Perdante |
| One Championship - Master of Destiny    | 12/07/2019 | Angela Lee         | Décision   | 3      | 5:00  | Gagnante |
| One Championship - Heart of the Lion    | 09/11/2018 | Tiffany Teo        | Décision   | 3      | 5:00  | Perdante |
| One Championship - Vision of Victory    | 09/03/2018 | Iryna Kyselova     | Soumission | 1      | 2:26  | Gagnante |
| One Championship - Kings of Destiny     | 21/04/2017 | Irina Mapeza       | Soumission | 1      | 2:11  | Gagnante |
| One Championship - Defending Honor      | 11/11/2016 | Mona Samir         | Soumission | 1      | 2:16  | Gagnante |
| LFC 36 - Legacy Fighting Chamionship 36 | 17/10/2014 | Norma Rueda Center | Decision   | 3      | 5:00  | Perdante |
| M4tC 13 - Nemesis                       | 22/02/2014 | Lanchana Green     | Soumission | 1      | 2:27  | Gagnante |
| Inka FC 11 - Yes to Sports, No to Drugs | 23/06/2011 | Cristina Mejia     | Soumission | 1      | 2:36  | Gagnante |

| Victoire par | %   |
| ------------ | --- |
| KO           | 0%  |
| Soumission   | 83% |
| Décision     | 16% |

| Défaite par | %    |
| ----------- | ---- |
| KO          | 0%   |
| Soumission  | 0%   |
| Décision    | 100% |